# Joan Lerma
Joan Lerma i Blasco (ur. 15 lipca 1951 w Walencji) – hiszpański polityk, ekonomista i samorządowiec, parlamentarzysta, były prezydent Walencji, od 1995 do 1996 minister.

## Życiorys
Z wykształcenia ekonomista, absolwent Universidad de Valencia. Zaangażował się w działalność polityczną w ramach Hiszpańskiej Socjalistycznej Partii Robotniczej (PSOE), do której wstąpił w 1975. W 1977 został sekretarzem partii w prowincji, a rok później sekretarzem do spraw kwestii politycznych we władzach krajowych. W 1979 objął stanowisko sekretarza generalnego PSPV-PSOE, regionalnego oddziału socjalistów w Walencji.
W latach 1979–1983 był posłem do Kongresu Deputowanych. Przez kilkanaście lat zasiadał w regionalnym parlamencie. W 1982 stanął na czele władz Walencji. Następnie, po wprowadzeniu wspólnot autonomicznych, od 1983 do 1995 sprawował urząd prezydenta Walencji.
W lipcu 1995 został ministrem administracji publicznej w czwartym rządzie Felipe Gonzáleza. Stanowisko to zajmował do maja 1996. W 1995 wszedł w skład Senatu z ramienia parlamentu wspólnoty autonomicznej. W 2016 wybrany na wiceprzewodniczącego tej izby.